# Acca Larentia
Acca Larentia (sau Acca Laurentia) era, în mitologia romană, o zeiță arhaică, protectoarea sarcinii viitoarelor mame și zeiță a morții.
Era soția păstorului Faustulus și deci mama adoptivă a lui Romulus și Remus, pe care i-a crescut alături de cei doisprezece copii ai ei.
Sărbătoarea ei, Larentalia, avea loc pe 23 decembrie.
După unii autori, originea divinității ar fi etruscă, fiind asociată cu zeii protectori Lares.
1. ↑  RSKD / Acca Larentia[*] Verificați valoarea |titlelink= (ajutor)